# Holocaust ở Albania

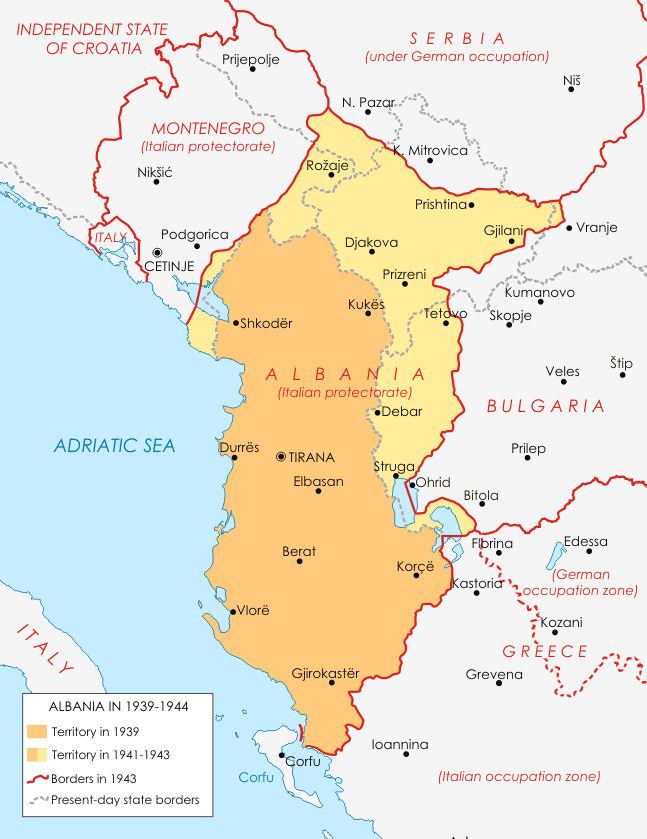
Một bản đồ của Đại Albania trong Thế chiến II, với các lãnh thổ được sáp nhập vào Albania - được thể hiện bằng màu vàng nhạt.

Holocaust ở Albania bao gồm các tội ác đối với người Do Thái ở Đại Albania bởi các lực lượng cộng tác Đức, Ý và Albania trong khi Albania nằm dưới sự chiếm đóng của Ý và Đức trong Thế chiến II. Trong suốt cuộc chiến, gần 2.000 người Do Thái tìm nơi ẩn náu ở Albania cũ. Hầu hết những người tị nạn Do Thái này được người dân địa phương đối xử tốt, mặc dù thực tế là Albania cũ bị phát xít Ý chiếm đóng, và sau đó là Đức Quốc xã. Người Albani thường che chở cho những người tị nạn Do Thái ở các ngôi làng miền núi và vận chuyển họ đến các cảng biển Adriatic từ đó họ trốn sang Ý. Những người Do Thái khác tham gia các phong trào kháng chiến trong cả nước.
Đối với 500 người Do Thái sống ở Kosovo, trải nghiệm này hoàn toàn khác biệt và khoảng 40% không sống sót sau chiến tranh. Với sự đầu hàng của Ý vào tháng 9 năm 1943, Đức chiếm Greater Albania. Năm 1944, một phân vùng Albania của Waffen-SS được thành lập, với việc bắt giữ và bàn giao cho người Đức thêm 281 người Do Thái khỏi Kosovo, những người này sau đó bị trục xuất đến trại tập trung Bergen-Belsen, nơi nhiều người đã bị giết. Cuối năm 1944, người Đức bị đuổi ra khỏi Albania và đất nước này trở thành một quốc gia cộng sản dưới sự lãnh đạo của Enver Hoxha. Cùng thời gian đó, các lực lượng phe Trục ở các khu vực thôn tính của Albania ở Kosovo và phía tây Macedonia đã bị quân khởi nghĩa Nam Tư đánh bại, những người này sau đó tái nhập các khu vực này vào Nam Tư.
Khoảng 600 người Do Thái đã bị giết ở Đại Albania trong Holocaust. Ở Albania cũ, năm người Do Thái trong cùng một gia đình đã bị giết bởi người Đức, và họ là những người Do Thái bản địa duy nhất bị giết ở đó trong suốt cuộc chiến. Albania bản địa ra khỏi cuộc chiến với dân số người Do Thái lớn hơn mười một lần so với lúc ban đầu, khoảng 1.800 người. Hầu hết trong số này sau đó di cư sang Israel. Hàng trăm người ở lại Albania cho đến khi Cộng sản sụp đổ vào đầu những năm 1990 trước khi làm điều tương tự. Không có sự đồng thuận về mặt học thuật về lý do tại sao tỷ lệ sống sót của người Do Thái ở Albania theo cách khác biệt rất lớn so với ở Kosovo. Một số học giả đã lập luận rằng bộ luật danh dự truyền thống được gọi là besa, một phần quan trọng của văn hóa Albania, đã đóng một vai trò. Các học giả khác cho rằng nguyên nhân là sự khoan dung tương đối của chính quyền nghề nghiệp Ý, việc Đức không tìm kiếm người Do Thái ở Albania - đúng như ở các nước khác, cũng như sự nghi ngờ của người nước ngoài ở Kosovo Albani. Tính đến năm 2018, 75 công dân của Albania đã được Yad Vashem công nhận là người dân ngoại công chính.